# Pseudonapomyza europaea
Pseudonapomyza europaea är en tvåvingeart som beskrevs av Spencer 1973. Pseudonapomyza europaea ingår i släktet Pseudonapomyza och familjen minerarflugor. Arten har ej påträffats i Sverige. Inga underarter finns listade i Catalogue of Life.